# ジェイミーズ・エルスウェア
ジェイミーズ・エルスウェア (Jamie's Elsewhere) とは、アメリカ合衆国,カリフォルニア州,サクラメントにて結成されたポスト・ハードコアバンドである。
アルバムを出す度にボーカルが交代しており、特に1stアルバムから2ndアルバムではほとんどのメンバーが入れ替わっているため、その音楽性も完全に変わっている。2ndアルバムでは近代的なポストハードコア×エレクトロのサウンドを作りだし、バンドの知名度を上げた。

## 現在のメンバー
- Aaron Pauley - （ボーカル）

2代目ボーカル。現在オブ・マイス・アンド・メンにてベースボーカルを務めており、兼任で8年ぶりに復帰。
- Matt Scarpelli  - （リード・ギター）
- Chance Medeiros  - （ベース）
- Mike Spearman  -  (キーボード)

### 旧メンバー
- Don Vedda  - （リズム・ギター）2011-2020
- Justin Kyle  - （ボーカル）2012-2020
- Mike Wellnitz  -  (リズム・ギター) 2008-2011
- Scott Daby  -  (ドラム) 2008-2011
- Chris Paterson  -  (ボーカル) 2005-2008
- Anthony Carioscia  -  (リズム・ギター) 2005-2008
- Nick Rodriguez  -  (ベース) 2005-2008
- Anthony Scarpelli  -  (ドラム) 2005-2008

## 略歴
2005年結成。
2007年に1st EPのGoodbye Rocket Man, St. George Is Under Fireでデビュー。
2010年に2ndアルバムとなるThey Said a Storm Was Comingをリリース。
2012年に8月に2曲のシングルをデジタルリリース後、Aaron Pauleyが突然の脱退。初の来日も決定していたが、来日公演はサポートボーカルで行われた。その後Justin Kyleが3代目ボーカルとして加入。
2014年、3rdアルバムのRebel-Reviveをリリース。
2015年 9月3日に解散を発表。
2020年4月、バンドのTwitterアカウントが更新され、復帰したボーカルのAaronが、新作の制作が行われていること、2010年のアルバム、They Said a Storm Was Comingの10周年を記念するツアーが行われることなどを発表した。しかしツアーは新型コロナウイルス感染症の影響で2021年に延期された。同年12月には復活後発表の新曲、The Soil and The Seedがリリースされた。

## ディスコグラフィー

### アルバム
Guidebook for Sinners Turned Saints (2008)

They Said a Storm Was Coming (2010)

Rebel-Revive (2014)

### EP
Unreleased Sessions E.P. (2009)

Goodbye Rocket Man, St. George Is Under Fire (2007)

Reimagined (2012)